# Штандорт
Штандорт (от нем. Standort — местоположение) — оптимальная локализация промышленных предприятий. Термин впервые ввёл немецкий экономист Вильгельм Лаунхардт в 1882 году.

## Определение
Согласно БРЭ штандорт — это оптимальная локализация предприятий, используется в теориях размещения производства (штандортных теориях).

## История
Впервые термин «штадорт» по отношению к «штадорту промышленного предприятия» был введён немецким экономистом Вильгельмом Лаунхардтом в 1882 году в работе «Практика эффективного размещения предприятий». В 1909 году штандортная теория была дополнена немецким экономистом Альфредом Вебером в работе «Теория размещения промышленности». 
Штандортная теория пыталась найти решение задачи о наиболее выгодном размещении промышленного предприятия, использующего сырьё в двух разных точках и рынка в третьей точке. Эта теория также известна как «локационный треугольник Лаунхардта» или как «треугольник Вебера», в котором А. Вебер вёл ещё стоимость рабочей силы и агломерационный эффект (экономическую выгоду от территориальной концентрации производств и экономических объектов в городах и агломерациях). 
Шведский экономист Торд Паландер в своей книге «Работы по теории размещения» 1935 года использовал изодапаны (линии, соединяющие точки с одинаковыми издержками производства, и другие изолинии для выявления местных различий в издержках). Нахождение штандорта стало возможно в пространстве с несколькими переменными в фиксированных точках, а в более сложных случаях необходимо использовать линейное программирование. При решении задач размещения нескольких предприятий требуется применение стохастических моделей, цепей Маркова и  вероятностные подходы. Штандорт использовали для планирования в СССР. Максимизация прибыли при оптимальном размещении производства достигалась на экономическом ландшафте.